# جون تشيني
جون تشيني (بالإنجليزية: John Cheney)‏ هو مصمم مطبوعات ورسام أمريكي، ولد في 1801 في مانشستر في الولايات المتحدة، وتوفي بنفس المكان في 1885.